# Angie Orjuela
Angie Orjuela, född 9 maj 1989, är en friidrottare från Colombia. Hon deltog vid olympiska sommarspelen 2016, olympiska sommarspelen 2020 och olympiska sommarspelen 2024.